# جويل هايوارد
جويل هايوارد (بالإنجليزية: Joel Hayward)‏ هو مؤرخ وشاعر نيوزيلندي، ولد في 27 مايو 1964 في كرايستشرش في نيوزيلندا.

## الجوائز
- جائزة أفضل كتاب أجنبي واقعي ضمن جوائز معرض الشارقة الدولي للكتاب 2021.